# Seillac
Seillac település Franciaországban, Loir-et-Cher megyében. Lakosainak száma 110 fő (2018. január 1.). Seillac Chambon-sur-Cisse, Coulanges, Onzain, Orchaise és Santenay községekkel határos.

## Népesség
A település népessége az elmúlt években az alábbi módon változott:
| Lakosok száma | 89   | 95   | 65   | 65   | 78   | 87   | 100  | 107  | 111  | 110  |
|               | 1968 | 1975 | 1982 | 1990 | 1999 | 2011 | 2013 | 2015 | 2017 | 2018 |